# 3372 Bratijchuk
A 3372 Bratijchuk (ideiglenes jelöléssel 1976 SP4) a Naprendszer kisbolygóövében található aszteroida. Nyikolaj Sztyepanovics Csernih fedezte fel 1976. szeptember 24-én.